# Hercule et Antée (Baldung)
Hercule et Antée est une peinture à l'huile réalisée en 1531 par l'artiste allemand Hans Baldung. Elle a été donnée en 1892 par Edward Habich à la Gemäldegalerie Alte Meister de Cassel en Allemagne où elle est toujours conservée.

## Description
L'œuvre dépeint le combat à mort entre le héros barbu Hercule et le géant Antée, qui eut lieu lors du 11e travail d'Hercule, le vol des Pommes des Hespérides. Antée a défié et combattu tous les étrangers, tuant tout le monde, étant invincible tant qu'il restait en contact avec sa mère, Gaia (La Terre). Hercule le souleva donc du sol et l'écrasa à mort en l'étreignant. On voit le sang qui s'écoule de l'oreille d'Antée. La patte incongrue du manteau en peau de lion d'Hercule a été ajoutée plus tard.

## Source de traduction
- (en) Cet article est partiellement ou en totalité issu de l’article de Wikipédia en anglais intitulé « Hercules and Antaeus (Hans Baldung) » (voir la liste des auteurs).